# Karin Iten

Karin Iten (ca. 1973)

Karin Iten (* 11. August 1956 in Winterthur; † 18. Mai 2010 ebenda) war eine Schweizer Eiskunstläuferin, die im Einzellauf startete.

## Werdegang
Karin Iten nahm im Zeitraum von 1972 bis 1975 an allen Welt- und Europameisterschaften teil. Von 1973 bis 1975 wurde sie dreimal in Folge Schweizer Meisterin im Eiskunstlauf der Damen.
Ihr bestes Ergebnis bei Weltmeisterschaften war der fünfte Platz 1974. Bei Europameisterschaften war ihr grösster Erfolg der Gewinn der Bronzemedaille 1973 in Köln. Es war die erste Medaille für eine Schweizerin in der Damenkonkurrenz einer Eiskunstlauf-Europameisterschaft.
Trainiert wurde sie von Jacques Gerschwiler. Ihr Heimatverein war der Winterthurer Schlittschuh-Club. Sie erlangte auch  Bekanntheit durch ihre charakteristische Pirouette. Sie reklamierte für sich, dass sie die Erfinderin der Biellmann-Pirouette sei, die zu ihrem Missfallen nach Denise Biellmann benannt wurde. Biellmann sagte, Anfang der 60er-Jahre habe eine Russin erstmals eine Vorform der Pirouette gezeigt, die dann von Iten übernommen wurde. Die Biellmann-Pirouette sei die vollendete Form, ein Spagat im Stehen und wurde von der Fachwelt als Biellmann-Pirouette bezeichnet, da nie zuvor eine andere Läuferin sie so gezeigt habe.
Iten litt seit ihrem 14. Lebensjahr an Diabetes, was 1975 der Grund ihres Abschieds vom Wettkampfsport war. Danach betätigte sie sich sechs Jahre lang als Trainerin, musste dies wegen der Krankheit allerdings auch aufgeben. Trotz einer Transplantation von Bauchspeicheldrüse und Niere starb Karin Iten am 18. Mai 2010 im Alter von 53 Jahren an den Folgen des Diabetes.

## Auszeichnungen
- 1973 – Schweizer Sportlerin des Jahres

## Ergebnisse
| Wettbewerb / Jahr         | 1972 | 1973 | 1974 | 1975 |
| ------------------------- | ---- | ---- | ---- | ---- |
| Weltmeisterschaften       | 12.  | 6.   | 5.   | 21.  |
| Europameisterschaften     | 15.  | 3.   | 5.   | 10.  |
| Schweizer Meisterschaften |      | 1.   | 1.   | 1.   |